# (198616) Lucabracali
(198616) Lucabracali est un astéroïde de la ceinture principale.

## Description
(198616) Lucabracali est un astéroïde de la ceinture principale. Il fut découvert le 14 janvier 2005 à San Marcello Pistoiese par Luciano Tesi et Giancarlo Fagioli. Il présente une orbite caractérisée par un demi-grand axe de 2,76 UA, une excentricité de 0,05 et une inclinaison de 7,1° par rapport à l'écliptique.

## Compléments